# Wolfgang Palaver
Wolfgang Palaver (* 27. September 1958 in Zell am Ziller) ist ein österreichischer römisch-katholischer Theologe.

## Leben
Palaver studierte römisch-katholische Theologie, Germanistik und Politikwissenschaft an der Universität Innsbruck. Die Gutachter seiner Dissertation im Jahr 1990 über Politik und Religion bei Thomas Hobbes waren die Jesuiten Walter Kern und Raymund Schwager. 1991/1992 folgte ein Forschungsaufenthalt am „Center for International Security and Arms Control“ der Stanford University (Kalifornien/USA). In Stanford traf er auf den späteren Milliardär Peter Thiel, zu dem er noch heute im Kontakt steht. Anders als Thiel vertritt Palaver aber einen liberalen Katholizismus. 1997 wurde er an der Theologischen Fakultät der Universität Innsbruck habilitiert für das Fach „Christliche Gesellschaftslehre“. 1998 wurde er mit dem Förderungspreis des Tiroler Landespreises für Wissenschaft ausgezeichnet. Von September 2002 bis September 2023 war Palaver Professor für Christliche Gesellschaftslehre an der Katholisch-Theologischen Fakultät der Universität Innsbruck. Von März 2013 bis Februar 2017 war er auch Dekan dieser Fakultät. Seit Oktober 2023 ist Palaver im Ruhestand. Palaver ist Präsident von Pax Christi Österreich.
Wolfgang Palaver ist mit der Kindergartenleiterin Andrea Palaver verheiratet. Das Ehepaar hat drei Kinder.

## Werke (Auswahl)
- Für den Frieden kämpfen: In Zeiten des Krieges von Gandhi und Mandela lernen. Innsbruck, Tyrolia-Verlag 2024, ISBN 978-3-7022-4179-7. Tyrolia-Verlag
- mit Josef Giefing und Cornelius Zehetner: Otto Bauer – Ausgewählte Schriften. Band 3: Stammbuch – Geistliches Tagebuch, hg. von Josef Giefing, Wolfgang Palaver und Cornelius Zehetner, ZEUYS BOOKS, Neuhofen an der Ybbs 2023, ISBN 978-3-903893-18-4. Otto Bauer im Zeuys Verlag
- mit Louise du Toit, Ephraim Meir und Ed Noort: Nonviolence and Religion, MDPI, Basel 2023, ISBN 978-3-0365-7173-7. MDPI
- mit Josef Giefing und Cornelius Zehetner: Otto Bauer – Ausgewählte Schriften. Band 2: Der politische Kampf der religiösen Sozialisten Österreichs, hg. von Wolfgang Palaver und Cornelius Zehetner, ZEUYS BOOKS, Neuhofen an der Ybbs 2022, ISBN 978-3-903893-12-2. Otto Bauer im Zeuys Verlag
- mit Josef Giefing und Cornelius Zehetner: Otto Bauer – Ausgewählte Schriften. Band 1: Menschheitskämpfer, hg. von Cornelius Zehetner, ZEUYS BOOKS, Neuhofen an der Ybbs 2021, ISBN 978-3-903893-06-1. Otto Bauer im Zeuys Verlag
- Transforming the Sacred into Saintliness: Reflecting on Violence and Religion with René Girard (= Elements in Religion and Violence). Cambridge University Press, Cambridge 2020, ISBN 978-1-108-61038-4. Elements in Religion and Violence
- mit James Alison: The Palgrave Handbook of Mimetic Theory and Religion. Palgrave, New York, USA 2017, ISBN 978-1-137-55280-8 Springer online
- mit Richard Schenk: Mimetic Theory and World Religions. Michigan State University Press, East Lansing, USA 2017, ISBN 978-1-61186-262-1 MSU Press
- mit Harriet Rudolph und Dietmar Regensburger: The European Wars of Religion: An Interdisciplinary Reassessment of Sources, Interpretations, and Myths. Ashgate, Farnham, UK 2016, ISBN 978-1-4724-2711-3. routledge.com
- mit Wilhelm Guggenberger: Eskalation zum Äußersten? Girards Clausewitz interdisziplinär kommentiert. Nomos, Baden-Baden 2015, ISBN 978-3-8487-2426-0. nomos-elibrary.de
- mit Andreas Oberprantacher und Dietmar Regensburger: Politische Philosophie versus Politische Theologie? Die Frage der Gewalt im Spannungsfeld von Politik und Religion (= Edition Weltordnung – Religion – Gewalt. 7). Innsbruck University Press, Innsbruck 2011, ISBN 978-3-902811-12-7. uibk.ac.at (PDF; 1,3 MB).
- mit René Girard: Gewalt und Religion, Ursache oder Wirkung? Mit zwei Gesprächen und einem Nachwort von Wolfgang Palaver, Matthes & Seitz, Berlin 2010, ISBN 978-3-88221-632-5.
- mit Wilhelm Guggenberger: Im Wettstreit um das Gute. Annäherungen an den Islam aus der Sicht der mimetischen Theorie. LIT-Verlag, Münster u. a. 2009, ISBN 978-3-643-50038-0.
- René Girards mimetische Theorie. Im Kontext kulturtheoretischer und gesellschaftspolitischer Fragen. In: Beiträge zur mimetischen Theorie. 3. Auflage. Band 6. Lit-Verlag, Wien, Berlin, Münster 2008, ISBN 978-3-8258-3451-7 (eingeschränkte Vorschau in der Google-Buchsuche [abgerufen am 8. August 2011]).
- Die mythischen Quellen des Politischen. Carl Schmitts Freund-Feind-Theorie (= Beiträge zur Friedensethik. 27). Kohlhammer, Stuttgart u. a. 1998, ISBN 3-17-015135-5.
- Kollektive Sicherheit in Europa und österreichische Neutralität. Eine ethische Reflexion aus der Sicht der Katholischen Soziallehre (= Beiträge zur Friedensethik. 17). Institut für Theologie und Frieden, Barsbüttel 1993, ISBN 3-927320-16-1.
- Politik und Religion bei Thomas Hobbes. Eine Kritik aus der Sicht der Theorie René Girards (= Innsbrucker Theologische Studien. 33). Tyrolia, Innsbruck/Wien 1991, ISBN 3-7022-1788-6.
- Electronic Church. Charismatische, evangelikale und fundamentalistische Initiativen im Fernsehen der USA (= Bensberger Manuskripte. 38). Thomas Morus Akademie Bensberg, Bergisch Gladbach 1990, ISBN 3-89198-022-1.